# 大頭冰杜父魚
大頭冰杜父魚，為輻鰭魚綱鮋形目杜父魚亞目杜父魚科的其中一種。分布於西北太平洋區的日本北海道北部海域，屬底棲魚類，棲息深度約水深56至200公尺，體長可達11公分。

## 扩展阅读
維基物種上的相關：大頭冰杜父魚